# 3845 Neyachenko
3845 Neyachenko è un asteroide della fascia principale. Scoperto nel 1979, presenta un'orbita caratterizzata da un semiasse maggiore pari a 3,4122054 UA e da un'eccentricità di 0,1696304, inclinata di 5,95582° rispetto all'eclittica.